# Китайско-турецкие отношения
Китайско-турецкие отношения — двусторонние дипломатические отношения между Китаем и Турцией.

## История
В 1524 году, в период правления династии Мин, представители Османской империи посетили Пекин.
Во второй половине XX века в теории «трех миров» Мао Цзэдуна Турции отводилось важное место в создании пояса безопасности против СССР, главной, по его мнению, гегемонистской силы в мире.
Однако в 1990-е годы отношения между Пекином и Анкарой осложнились из-за уйгурского фактора: практически все турецкие правительства поддерживали уйгурский сепаратизм. Помимо этого, очень часто президент Турции Реджеп Тайип Эрдоган публично критиковал китайские власти за притеснение уйгуров, а некоторые их сепаратистские организации находятся на территории Турции.
В 2010-х отношения стран достигли уровня стратегического партнерства и «Анкара становится окном Пекина в Средиземном море». Так, Китай стал вторым после России импортным партнером Турции; Пекин активно инвестирует в турецкую экономику (в 2017-2020 гг. китайские власти вложили 3 млрд долл. и планируют в два раза увеличить эти объемы).
В 2017 году стороны подписали соглашение, которое предусматривает экстрадицию преступников, даже если совершенное преступление считается таковым только в одной из стран.  

### Волнения 2009 года
Изначально Министерство иностранных дел Турции отреагировало на июльские протесты 2009 года в Урумчи призывом найти их зачинщиков и привести их к правосудию. Однако, некоторые официальные лица были несогласны с такой позицией. Так, депутат правящей Партии справедливости и развития покинул свой пост в межпарламентской группе дружбы Китай-Турция, а министр промышленности и торговли призвал бойкотировать товары китайского происхождения, на что поверенный в делах Китая в Турции выразил своё удивление. После череды ежедневных демонстраций в Анкаре и Стамбуле, премьер министр Реджеп Тайип Эрдоган изменил свою риторику, заявив: Эти происшествия в Китае подобны геноциду. Мы просим китайское правительство не оставаться наблюдателями этих происшествий. Китайская сторона потребовала у Эрдогана отречься от своих заявлений. Издательство China Daily, контролируемое государством, утверждало, что 137 из 184 жертв волнений были этническими ханьцами.
Налаживание отношений
Позже, в телефонном разговоре, министры иностранных дел двух стран подтвердили важность их двухсторонних отношений, а министр иностранных дел Турции, Ахмет Давутоглу сказал что, у Турции не было намерения «вмешиваться во внутренние дела Китая».

## Экономика
В 2000-х годах объем двусторонней торговли составлял примерно 1 млрд долд., однако к 2018 году он вырос уже до 23 млрд. При этом треть общего внешнеторгового дефицита Турции приходится именно на Китай — свыше 55 млрд долл.
Пекин поддерживает турецкие инфраструктурные проекты: китайским компаниям принадлежит 65 % контейнерного терминала Kumport в Стамбуле, а также 51 % моста Султана Селима Явуза.  
Анкара ведет переговоры о подписании соглашения с Государственной ядерной энергетической технологической компанией Китая о строительстве третьей атомной электростанции в стране.
Доля китайских технологических систем Huawei на турецком рынке с 2017 по 2019 год выросла с 3 до 30 %. 
Другая китайская технологическая компания ZTE в 2016 году приобрела 48 % производителя телекоммуникационных средств Netaş в Турции; эта компания управляет такими проектами, как телекоммуникационные системы аэропорта Стамбула и оцифровка национальных данных о здоровье.
Участие в проекте Новый шёлковый путь — железнодорожная магистраль «Железный шелковый путь / Средний коридор» — путь из КНР в Европу через Турцию.
Во время реализации проекта «Шелковый путь» Турция получила от Китая 5 млрд долл. 

В 2023 году посол КНР в Анкаре Лю Шаобинь заявил, что Китай поддержит кандидатуру Турции в БРИКС, если страна подаст заявку.